# Julius Reinhard
Friedrich Wilhelm Julius Reinhard (* 20. Juli 1833 in Heddesdorf; † 21. November 1901 in Oberhausen) war ein deutscher Maschinenbauer und Politiker.

## Ausbildung
Julius Reinhard, Sohn eines Ökonomen, besuchte die Provinzial-Gewerbeschule in Hagen. Danach studierte er von 1851 bis 1856 Maschinenbau an der Polytechnischen Schule in Karlsruhe. Dort wurde er 1851/52 Mitglied der Burschenschaft Germania (heute Teutonia).

## Beruflicher Werdegang
Nach einer einjährigen Dienstzeit bei den Koblenzer Pionieren war Reinhard als Ingenieur bei der Hüttengewerkschaft Jacobi, Haniel & Huyssen tätig.
Seit 1868 arbeitete er ehrenamtlich als Lehrer an der Handwerker- und Fortbildungsschule in Oberhausen. 1877/78 wurde er Direktor der Wilhelm Grillo Gasfabrik, die sein Schwiegervater Wilhelm Theodor Grillo 1867 in Oberhausen erbaute und 1897 in städtischen Besitz überging. Später übernahm Reinhard bis 1898 zusätzlich die Direktion der Aktiengesellschaft Oberhausener Wasserwerk.

## Politik und Vereine
Reinhard war ab 1861 Mitglied und bis 1900 öfters Vorsitzender des politischen Vereins Haideblümchen.
Er war Mitglied der Nationalliberalen Partei und 1875 bis zu seinem Tode Stadtverordneter von Oberhausen. Er wurde zwei Mal zum Dritten Beigeordneten gewählt. Ab 1888 war er Mitglied des Kreistage Mülheim an der Ruhr bis zum 1. April 1901, als Oberhausen als kreisfreie Stadt aus dem Kreis Mülheim ausschied.
Seit 1879 war Reinhard Mitglied des Rheinisch-Westfälischen Zweigvereins und ab 1880 Mitglied des Hauptvereins des Deutschen Vereins von Gas- und Wasserfachmännern.